# Solanum ayacuchense
Solanum ayacuchense là loài thực vật có hoa trong họ Cà. Loài này được Ochoa miêu tả khoa học đầu tiên năm 1959.